# Блексплотација
Блексплотација или блексплотациони филм (енг. Blaxploitation) је поджанр акционог филма у америчкој кинематографији, који је настао из жанра експлоатационих филмова почетком 1970-их. Његово појављивање било је последица културног замаха покрета за грађанска права црнаца, покрета Black Power и Партије црних пантера, политичких и социолошких околности које су омогућиле црначким уметницима да поврате своју моћ у представљању црначког етничког идентитета у уметности. Сам термин blaxploitation је кованица настала од речи black (црн) и exploitation (експлоатација), а први га је употребио Јунијус Грифин, председник огранка NAACP-а у Беверли Хилсу и Холивуду 1972. године. Критикујући начин на који је Холивуд представљао расно мешовито друштво САД, Грифин је навео да жанр блексексплоатације „широм распрострањује увреде“ према црначкој заједници, продубљујући расистичке стереотипе о црнцима као инхерентно криминалним особама.
Након културног искривљавања представе о црнцима у расним филмовима 1940-их, 1950-их и 1960-их, блексексплоатациони филмови представили су црначке ликове и заједнице као главне актере радње, а не само као споредне или позадинске улоге, попут „магијског црнца“ или жртава злочина. Како би се супротставио расистичким приказима црначког идентитета у америчкој кинематографији, Универзитет у Лос Анђелесу (UCLA) је финансијски помагао црначким студентима да похађају филмску школу. Културном успону жанра допринела је и промена система филмских рејтинга у Холивуду 1968. године, која је омогућила већу слободу у приказивању садржаја.
Првобитно су блексексплоатациони филмови били намењени црначкој публици у америчким градовима, али је привлачност ликова и прича прерасла у мејнстрим кинематографију корпоративног Холивуда. Препознавши профитабилност јефтиније продукције блексексплоатационих филмова, велике холивудске студије почеле су да снимају ове филмове тако да привуку и ширу публику. Према филмском пословном магазину Variety, филмови Sweet Sweetback's Baadasssss Song (1971) и Шафт били су први блексексплоатациони филмови који су ушли у мејнстрим, следећи пут који је прокрчио Cotton Comes to Harlem (1970). Блексексплоатациони филмови били су и први који су користили соул и фанк музику као званичне саундтрекове.

## Опис

### Опште теме
„Супернабијене, грубог језика, високо романтизоване мелодраме о харлемским супермачо момцима – макроима, приватним детективима и дилерима – који практично сами чине корумпирани свет белаца безбедним за црначке макрое, црначке приватне детективе и црначке дилере.”— Винсент Кенби, The New York Times, 1976, Vincent Canby of The New York Times, 1976
Блексексплоатациони филмови смештени у североисточне или западне делове САД најчешће приказују сиромашне урбане четврти. У њима су чести погрдни изрази за белце, попут „крекер” и „хонки”. Филмови смештени на Југу често се баве ропством и мешовитим браковима. Жанр је познат по храбрим изјавама и коришћењу насиља, секса, трговине дрогом и других шокантних елемената како би испровоцирао публику. Радња је обично усредсређена на црначке протагонисте који се боре против „Човека” (енг. The Man), односно симбола белачке већине која угњетава црначку заједницу.
Блексексплоатација укључује више поджанрова, као што су: Криминалистички (Foxy Brown, Cool Breeze, Hit Man, The Mack, Truck Turner, Black Caesar), Акциони/борилачки (Three the Hard Way), Вестерн (Boss Nigger), Хорор (Abby, Блакула), Затворски (Penitentiary), Комедија (Uptown Saturday Night), Носталгија (Five on the Black Hand Side), Филмови о одрастању (Cooley High, Cornbread, Earl and Me), Мјузикли (Sparkle).
Пратећи пример Sweet Sweetback's Baadasssss Song, многи блексексплоатациони филмови имају фанк и соул џез звучне записе, карактеристичне по тешким бас линијама, „фанки” ритмовима и „wah-wah” гитарама. Ове музичке теме биле су сложеније од комерцијалног фанка који се у то време пуштао на радију, а често су садржале богату оркестрацију, укључујући флауте и виолине.
Блексплоатација је била једна од првих филмских категорија у којој су главне улоге имале храбре, херојске и активне протагонисткиње. Глумице попут Пем Грир у филму Coffy и Foxy Brown, као и Глорије Хендри у Black Belt Jones отвориле су врата за глумице које ће постати акционе звезде, што је инспирисало касније филмове као што су Убити била и Set It Off.
Након популарности ових филмова током 1970-их, филмови у другим жанровима почели су да приказују црначке ликове са стереотипним особинама блексплоатације, као што су ликови из подземља Харлема у Џејмс Бонд филму Живи и пусти да умру (1973), лик Џима Келија у У змајевом гнезду (1973) и лик Фреда Вилијамсона у The Inglorious Bastards (1978).

### Црначка моћ (Black Power)
Афени Шакур је тврдила да је сваки аспект културе (укључујући филм) у 1960-има и 1970-има био под утицајем покрета Black Power. Sweet Sweetback's Baadasssss Song је био један од првих филмова који је укључио идеологију црначке моћи, омогућивши црначким глумцима да буду звезде сопствених прича, уместо да буду ограничени на улоге попут „mammy” и других ликова ниског друштвеног статуса. Филмови попут Шафт донели су нову перспективу црначког искуства у филм, омогућивши да се политичка и друштвена питања црначке заједнице, која су дотад била игнорисана, истраже на великом платну. Главни лик Shaft-а, Џон Шафт, постао је симбол афроамеричке културе и њеног пробоја у мејнстрим. Sweetback и Shaft су оба била под утицајем покрета Black Power, садржећи марксистичке теме, солидарност и друштвену свест, уз типичне жанровске мотиве секса и насиља.
Свестан да филм може донети друштвене и културне промене, покрет Black Power је искористио овај жанр како би истакао социоекономске борбе црначке заједнице током 1970-их; многи од тих филмова приказивали су црначке хероје који су успевали да превазиђу институционалну репресију афроамеричке културе и историје. Каснији филмови, попут Super Fly, ублажили су реторику Black Power покрета, подстичући отпор унутар капиталистичког система уместо радикалне трансформације друштва. Ипак, Super Fly је и даље прихватао идеје црначког национализма, тврдећи да црначка и белачка власт не могу лако коегзистирати.

### Стереотипи и критике
Реакције на блексексплоатацију биле су подељене. Док су неки тврдили да овај тренд представља оснаживање црнаца, други су критиковали филмове због учвршћивања расистичких стереотипа о Афроамериканцима. Као резултат тога, многи су захтевали укидање жанра. NAACP, Јужњачка хришћанска лидерска конференција и Национална урбана лига формирале су Коалицију против блексексплоатације, чији је утицај допринео паду жанра крајем 1970-их.

Књижевни критичар Алисдон Гејл је 1974. године написао:
„Најбољи пример оваквог нихилизма/неодговорности су црначки филмови; овде је слобода доведена до својих најсмешнијих граница; овде су писци и глумци који тврде да слобода уметника подразумева експлоатацију самог народа коме дугују своје уметничко постојање.”
Филмови попут Super Fly и The Mack били су посебно критиковани, јер су приказивали макрое као репрезентативне црначке мушкарце и осликавали читаве црначке заједнице као средишта криминала и дроге.
Филм Mandingo (1975) пружио је холивудским продуцентима, попут Дина Де Лаурентиса, начин да прикажу ропство са свим његовим бруталним, историјским и расним контрадикцијама и контроверзама, укључујући секс, мешање раса и побуну као извор настанка бокса у САД.
Крајем 1980-их и почетком 1990-их, талас нових црначких редитеља попут Спајка Лија (Do the Right Thing), Џона Синглтона (Жестоки момци) и браће Хјуз (Menace II Society) усмерио је фокус на урбани црначки живот. Ови редитељи су користили елементе блексексплоатације, али су их истовремено критиковали због глорификације криминала и стереотипног понашања.
Поред експлоатације стереотипа, NAACP је критиковао блексексплоатациони жанр јер је комерцијално искоришћавао америчку црначку културу, стварајући филмове за профит који заједнице које су приказане никада нису виделе. Ово питање и даље постоји у холивудској индустрији, што је кулминирало скандалом „Oscars So White” 2015. године, када ниједан црначки глумац није номинован за награду Best Actor.

### Ропска експлоатација (Slavesploitation)
Слејвсплоатација (Slavesploitation), поджанр блексплоатације у књижевности и филму, кратко је процветао крајем 1960-их и 1970-их. Као што сам назив сугерише, овај жанр карактеришу сензационалистички прикази ропства.
Абрамс тврди да ''Ђангова освета'' Квентина Тарантина има своје историјске корене у жанру слејвсплоатације и истиче да су ови филмови обележени „грубо експлоататорским представама потлачених робова као протагониста“.
Један од раних претходника овог жанра је Slaves (1969), за који Гејнс напомиње да није био „слејвсплоатација“ у каснијем смислу, али је ипак садржао графичке приказе батињања и сексуалног насиља над робовима. Новотни пак тврди да Блакула (1972), иако не приказује ропство директно, има историјску везу са поджанром слејвсплоатације.
Најпознатији и најпроучаванији пример овог жанра је Mandingo, роман из 1957. године који је касније адаптиран у позоришну представу 1961. и филм 1975. Mandingo је био толико препознатљив да је један савремени рецензент романа Die the Long Day (1972) Орланда Патерсона назвао ово дело примером „жанра Мандинга“. Филм, који је у време изласка био лоше прихваћен, касније је добио веома различите критичке оцене. Робин Вуд је 1998. године тврдио да је то „највећи филм о раси икада снимљен у Холивуду, свакако пре Спајка Лија, а у неким аспектима и даље“.

## Наслеђе
Блексплоатациони филмови имали су огроман и сложен утицај на америчку кинематографију. Филмски режисер и љубитељ експлоатационих филмова Квентин Тарантино, на пример, често је реферисао на овај жанр у својим филмовима. Једна од раних почасти блексплоатацији може се видети у лику „Лајта“, кога је тумачио Сај Ричардсон у филму Repo Man (1984). Ричардсон је касније написао сценарио за Posse (1993), који представља неку врсту блексплоатационог вестерна.
Неки од каснијих филмова инспирисаних блексплоатацијом, попут Џеки Браун (1997), Undercover Brother (2002), Оустин Пауерс 3 (2002), Убити Била (2003) и Ђангова освета (2012), садрже бројне поп-културне референце на жанр. Пародија Undercover Brother, на пример, приказује Едија Грифина као агента са афро-фризуром, који ради за тајну организацију сатиричног назива „B.R.O.T.H.E.R.H.O.O.D.“. Слично томе, Оустин Пауерс приказује Бијонсе у улози Фокси Клеопатре, хероине инспирисане Тамаром Добсон и Пем Грир. У пародији Филм на жару (1977), лажни трејлер за Cleopatra Schwartz представља акциону хероину налик Гријеровој, која је удата за рабина. У сцени из Улични пси, ликови дискутују о телевизијској серији Get Christie Love!, која је била део блексплоатационог таласа средином 1970-их. У кључној сцени филма Права романса, ликови гледају филм The Mack.
Филм Шафт (2000) Џона Синглтона, у којем глуми Семјуел Л. Џексон, представља модерну интерпретацију класичног блексплоатационог филма. Филм Hoodlum (1997), са Лоренсом Фишбурном у главној улози, приказује фиктивну причу о црначком гангстеру Елсворту „Бампију“ Џонсону, мешајући елементе блексплоатације са амбијентом 1930-их. Године 2004, Марио Ван Пиблс је објавио филм Baadasssss!, који говори о снимању филма његовог оца, Мелвина Ван Пиблса (уз Марија у улози свог оца). Филм Амерички гангстер (2007), заснован на истинитој причи о дилеру хероина Френку Лукасeу, смештен је у Харлем 1970-их и садржи многе елементе блексплоатације, нарочито песму Across 110th Street, која доминира звучном подлогом.
Блексплоатациони филмови дубоко су утицали на савремену хип-хоп културу. Неколико познатих хип-хоп уметника, укључујући Снуп Дога, Биг Деди Кејна, Ајс-Тија, Слика Рика и Ту Шорта, усвојили су немилосрдни „пимп“ (макро) имиџ, који је први популаризовао бивши макро Ајсберг Слим у својој књизи Pimp (1967), а затим и у филмовима као што су Super Fly, The Mack и Willie Dynamite. У ствари, многи хип-хоп уметници су одавали почаст „пимп“ култури у својим текстовима (најпознатије у хиту 50 Cent-а P.I.M.P.) и отворено прихватили овај имиџ у својим музичким спотовима, који укључују групе оскудно одевених жена, упадљив накит („bling“) и луксузне кадилаке („pimpmobiles“). Најпознатија сцена из The Mack, која приказује „Годишњи бал играча“ (Annual Players Ball), постала је препознатљива поп-културна референца - пародирана, на пример, у Chappelle’s Show као „Playa Hater’s Ball“. Утицај овог жанра проширио се чак и на стране извођаче, попут норвешког хип-хоп двојца Madcon.
У роману Telegraph Avenue Мајкла Шејбона, чија је радња смештена у 2004. годину, два лика су бивше блексплоатационе звезде.
Године 1980, оперски редитељ Питер Селарс (не треба га мешати са глумцем Питером Селерсом) режирао је поставку Моцартове опере Don Giovanni у стилу блексплоатационог филма. Радња је смештена у савремени шпански Харлем, а афроамерички певачи тумачили су антихероје као уличне криминалце, који убијају ватреним оружјем уместо мачем, користе наркотике и учествују у скоро потпуно разголћеним забавама. Ова продукција је касније објављена на видео-формату и доступна је на YouTube-у.
Видео-игра Mafia III из 2016. године смештена је у 1968. годину и прати Линколна Клеја, мешовитог афроамеричког сирочета које је одгојила „црначка мафија“. Након што италијанска мафија убија његову сурогатну породицу, Линколн Клеј креће у освету против оних који су му одузели све што је имао.

### Културне референце
Озлоглашеност блексплоатационог жанра довела је до бројних пародија. Најранији покушаји исмевања овог жанра, Coonskin Ралфа Бакшија и Dolemite Рудија Реја Мура, датирају још из самих златних година блексплоатације, 1975.
Филм Coonskin био је осмишљен као деконструкција расних стереотипа - од раних ликова из менестрела до новијих стереотипа у самим блексплоатационим филмовима. Још пре премијере изазвао је контроверзе, пошто га је Конгрес расне једнакости оштро критиковао. Иако је дистрибуцију преузела мања компанија која га је рекламирала као експлоатациони филм, Coonskin је временом стекао култни статус, нарочито међу афроамеричком публиком.
С друге стране, Dolemite је био знатно мање озбиљан и свесно је направљен као пародија. Главни лик, сексуално активни црначки макро кога тумачи Руди Реј Мур, базиран је на његовом станд-ап наступу. Филм је добио и наставак, The Human Tornado.
Касније пародије на блексплоатациони жанр укључују I'm Gonna Git You Sucka, Pootie Tang, Undercover Brother, Black Dynamite и The Hebrew Hammer, који приказује јеврејског протагонисту и који је његов режисер шале ради назвао „Јевсплоатационим“ (Jewsploitation) филмом.
Комедија Роберта Таузенда, Hollywood Shuffle, прати младог црначког глумца који се двоуми да ли да прихвати улогу у блексплоатационом филму који продуцирају белци.
Сатирична књига Our Dumb Century садржи чланак из 1970-их под насловом: Конгрес доноси закон против блексплоатације: макроима и играчима прете високе казне.
Фоксова хумористичка емисија MADtv често је пародирала серијал Dolemite Рудија Реја Мура, у низу скечева у којима комичар Аријес Спирс игра „Сина Доламајта“. Остали скечеви укључују ликове попут „Фанкенштајна“, „Доктора Фанкенштајна“ и, у једном од новијих скечева, Кондолизу Рајс као блексплоатациону суперјунакињу. У овим пародијама наглашен је недостатак искуства глумаца и екипе из тог времена, што резултира комично лошим сценаријима, глумом, сценографијом, костимима и монтажом. Скечеви такође приказују лош квалитет продукције оригиналних блексплоатационих филмова, са очигледним појављивањем бум-микрофона и намерно лошим резовима и континуитетом.
Још једна Фоксова комедија, Martin, са Мартином Лоренсом у главној улози, често се осврће на блексплоатациони жанр. У епизоди треће сезоне „All The Players Came“, Мартин организује хуманитарни догађај „Player’s Ball“ како би спасио локални биоскоп. Неколико звезда блексплоатације, укључујући Рудија Реја Мура, Антонија Фаргаса, Дика Ентонија Вилијамса и Пем Грир, појављују се у гостујућим улогама. У једној сцени, Мартин, у улози времешног макроа „Џерома“, ословљава Пем Грир са „Sheba, Baby“, што је референца на њен блексплоатациони филм из 1975.
У хорор комедији Leprechaun in the Hood, лик кога тумачи Ајс-Ти извлачи бејзбол палицу из свог афроа, што је омаж сцени из Foxy Brown, у којој Пем Грир скрива мали полуаутоматски пиштољ у својој фризури.
Анимирана серија Aqua Teen Hunger Force, која се емитује на Adult Swim-у, има лика „Boxy Brown“ – игру речи на Foxy Brown. Он је замишљени пријатељ лика Meatwad и представљен је као картонска кутија са нацртаним лицем, залисцима и афро-фризуром. Када год проговори, у позадини се чује фанк музика из 1970-их, карактеристична за блексплоатационе филмове. Boxy Brown такође има карактеристичан говор и став налик на типичне хероје овог жанра.
У акционој видео-игри Max Payne 2: The Fall of Max Payne, неки телевизори приказују блексплоатациону пародију оригиналне игре, под називом Dick Justice, по главном лику. Dick Justice се понаша као оригинални Макс Пејн (укључујући његов „затворенички“ израз лица и поетске монологе), али носи афро и бркове и говори на сленгу.
Лик Duck King из видео-игре Fatal Fury представља пример страних стереотипа о црнцима.
Краткометражни филм Gayniggers from Outer Space, који се сматра култним поджанром, представља необичну комбинацију блексплоатације и научне фантастике. Режирао га је дански редитељ, ди-џеј и певач Мортен Линдберг.
Jefferson Twilight, лик из анимиране серије The Venture Bros., пародија је на стрип-јунака Blade, који је напола човек, напола вампир и ловац на вампире, али је такође и блексплоатациона референца. Он има афро, залиске и бркове, носи мачеве и облачи се у препознатљивом стилу 1970-их. Каже да лови „Блакуле“ (Blaculas), што је јасна референца на блексплоатациони хорор Блакула из 1972.
У деветој сезони Симпсонова, у епизоди „Simpson Tide“, приказана је сцена у којој Хомер гледа „Exploitation Theatre“. Глас из позадине најављује лажне наслове филмова, укључујући The Blunch Black of Blotre Blame.
Роман Third Girl from the Left (2005) Марте Саутгејт смештен је у Холивуд у доба блексплоатације и садржи бројне референце на филмове и звезде тог периода, укључујући Пем Грир и њену култну улогу у филму Coffy.

## Значајни блексплоатациони филмови

### 1968
- Uptight

### 1970
- The Black Angels

- They Call Me MISTER Tibbs!
- Carter's Army
- Cotton Comes to Harlem

### 1971
- Sweet Sweetback's Baadasssss Song

- Шафт

- The Bus Is Coming

### 1972
- Come Back, Charleston Blue

- Hit Man

- Super Fly

- The Legend of Nigger Charley

- Hammer

- Across 110th Street

- Black Mama, White Mama

- Блакула

- Melinda

- Slaughter

- Trouble Man

- The Final Comedown

- Black Gunn

### 1973
- Black Caesar
- Blackenstein
- Cleopatra Jones
- Cleopatra Jones and the Casino of Gold
- Coffy
- Detroit 9000
- Gordon’s War
- Hell Up in Harlem
- Живи и пусти друге да умру
- The Mack
- Scream Blacula Scream
- The Spook Who Sat By the Door
- Superfly TNT
- That Man Bolt
- Trick Baby
- Willie Dynamite

### 1974
- Abby
- Black Belt Jones
- Black Eye
- The Black Godfather
- The Black Six
- Claudine: Music
- Foxy Brown
- Get Christie Love!
- Johnny Tough
- Space Is the Place
- Sugar Hill
- Three the Hard Way
- Three Tough Guys
- TNT Jackson
- Together Brothers
- Truck Turner

### 1975
- Sheba, Baby
- The Black Gestapo
- Boss Nigger
- Coonskin
- Darktown Strutters
- Dr. Black, Mr. Hyde
- Dolemite
- Mandingo
- The Candy Tangerine Man
- Lady Cocoa
- Let's Do It Again
- Welcome Home Brother Charles

### 1976
- Black Shampoo
- Ebony, Ivory & Jade
- The Muthers
- Passion Plantation
- Velvet Smooth
- The Human Tornado
- J. D.'s Revenge

### 1977
- Black Fist
- Black Samurai
- Bare Knuckles
- Petey Wheatstraw

### 1978
- Death Dimension
- The Wiz

### 1979
- Disco Godfather
- Penitentiary

### Пост-1970-их блексексплоатациони филмови
- The Last Dragon (1985)
- I'm Gonna Git You Sucka (1988)
- Action Jackson (1988)
- Tales from the Hood (1995)
- Original Gangstas (1996)а
- Џеки Браун (1997)
- Pootie Tang (2001)
- The Return of Dolemite (2002)
- Undercover Brother (2002)
- Full Clip (2004)
- Hookers In Revolt (2008)
- Black Dynamite (2009)
- Proud Mary (2018)
- Get Christie Love! (2018)
- Superfly (2018)
- Undercover Brother 2 (2019)
- The Harder They Fall (2021)
- They Cloned Tyrone (2023)

### Остали филмови
- Baadasssss! (2003)
- Dolemite Is My Name (2019)

## Даље читање
- Blaxploitation Films. ISBN 978-1-903047-58-3. by Mikel J. Koven, 2010, Kamera Books,
- "The Rise and Fall of Blaxploitation" by Ed Guerrero, in The Wiley-Blackwell History of American Film. ISBN 978-1-4051-7984-3., eds. Cynthia Lucia, Roy Grundmann, Art Simon, (New York, 2012): Vol 3, pp. 435–469, .
- What It Is ... What It Was!; The Black Film Explosion of the '70s in Words and Pictures. ISBN 0-7868-8377-4. by Andres Chavez, Denise Chavez, Gerald Martinez
- "The So Called Fall of Blaxploitation" by Ed Guerrero, The Velvet Light Trap #64 Fall 2009
- Wright (2014). „Black Outlaws and the Struggle for Empowerment in Blaxploitation Cinema”. Spectrum: A Journal on Black Men. 2 (2): 63. doi:10.2979/spectrum.2.2.63.